# ماساناگا کاگیاما
ماساناگا کاگیاما (انگلیسی: Masanaga Kageyama؛ زادهٔ ۲۳ مهٔ ۱۹۶۷) بازیکن فوتبال اهل ژاپن است.
از باشگاه‌هایی که در آن بازی کرده‌است می‌توان به باشگاه فوتبال اوراوا رد دیاموندز و باشگاه فوتبال جف یونایتد ایچیهارا چیبا اشاره کرد.